# 7110 Johnpearse
7110 Johnpearse (1983 XH1) là một tiểu hành tinh vành đai chính.